# Big Oak Flat Road
La Big Oak Flat Road est une route américaine dans les comtés de Mariposa et Tuolumne, en Californie. Cette route de montagne de la Sierra Nevada est une voie d'accès au parc national de Yosemite depuis la forêt nationale de Stanislaus plus à l'ouest. Elle dessert notamment Crane Flat avant d'emprunter plusieurs tunnels en plongeant vers la vallée de Yosemite.